# Curtatone
Curtatone är en kommun i provinsen Mantua i regionen Lombardiet i Italien. Kommunen hade 14 921 invånare (2018).